# 1634 en philosophie
Chronologie de la philosophie
- 1630
- 1631
- 1632
- 1633
- 1634
- 1635
- 1636
- 1637
- 1638

L’année 1634 a été marquée, en philosophie, par les événements suivants :

## Publications
- Johann Heinrich Alsted : Rudimenta linguae latinae, Gyulafehérvár.

- Marin Cureau de La Chambre : Nouvelles pensées sur les causes de la lumière, du desbordement du Nil et de l'amour d'inclination (1634)

- Jacques Gaffarel : Nihil, ferè nihil, minus nihilo : seu de ente, non ente, et medio inter ens et non ens, positiones XXVI, Venise, Pinelli, 1634. Rien, presque rien, moins que rien : de l'être, du non-être et du milieu entre l'être et le non-être en 26 thèses traduit du latin par Marianne Goevry, Paris, Sens & Tonka, 2001 ;

- Marie de Gournay : 
  - Œuvres complètes : Les advis ou Les présens de la demoiselle de Gournay ; T. Du Bray, 1634  Lire en ligne sur Gallica
  - Les Advis ou les Presens (ajoute à L'Ombre : Discours sur ce livre à Sophrosine, Oraison du Roy à S. Louys durant le siège de Rhé, Première delivrance de Casal, De la témérité et la traduction du VIe livre de l'Énéide).

- Marin Mersenne : 
  - Questions inouïes et question harmoniques.
  - Questions morales, théologiques et mathématiques.
  - Les mécaniques de Galilée.

- Jean de Silhon : De l'immortalité de l'âme (1634)